# Halta Lena och vindögda Per (1924)
Halta Lena och vindögda Per är en svensk svartvit stumfilm från 1924 i regi av Sigurd Wallén. Filmen är baserad på pjäsen Halta Lena och vindögde Per av Ernst Fastbom (1910) och Fastbom har även en större roll i filmen tillsammans med bland andra Dagmar Ebbesen, Thure Holm och Hilda Castegren.

## Om filmen
Inspelningen ägde rum under augusti och september 1923 i Centralsaluhallsateljén i Stockholm samt på Vindö och Skarpö i Värmdö. Filmen spelades in med Henrik Jaenzon som fotograf och klipptes av Wallén. Den premiärvisades 1 januari 1924 på biograf Palladium i Göteborg och den 7 januari premiärvisades den på flera andra orter i Sverige, däribland Stockholm.
Filmen mottogs med entusiasm hos de flesta kritiker.

## Handling
Filmen handlar om Roslagsbonden Algot Söderholm och hans två döttrar, den vackra Magda och den fula och halta Lena.

## Rollista
- Dagmar Ebbesen – Halta Lena
- Ernst Fastbom – Vindögda Per, dräng
- Thure Holm – Algot Söderholm, Roslagsbonde
- Hilda Castegren – Hilda, hans hustru
- Renée Björling – Magda
- Justus Hagman – Johan Söderholm
- Tor Weijden – Karl-Henrik, Johans son
- Nils Lundell – Viktor, dräng hos Johan
- Rosa Tillman – Hanna Sjöberg
- Sigurd Wallén – Erik Österman
- Harriette Fastbom